# Padules
Padules è un comune spagnolo  situato nella comunità autonoma dell'Andalusia.